# Cruzamento entre humanos arcaicos e modernos

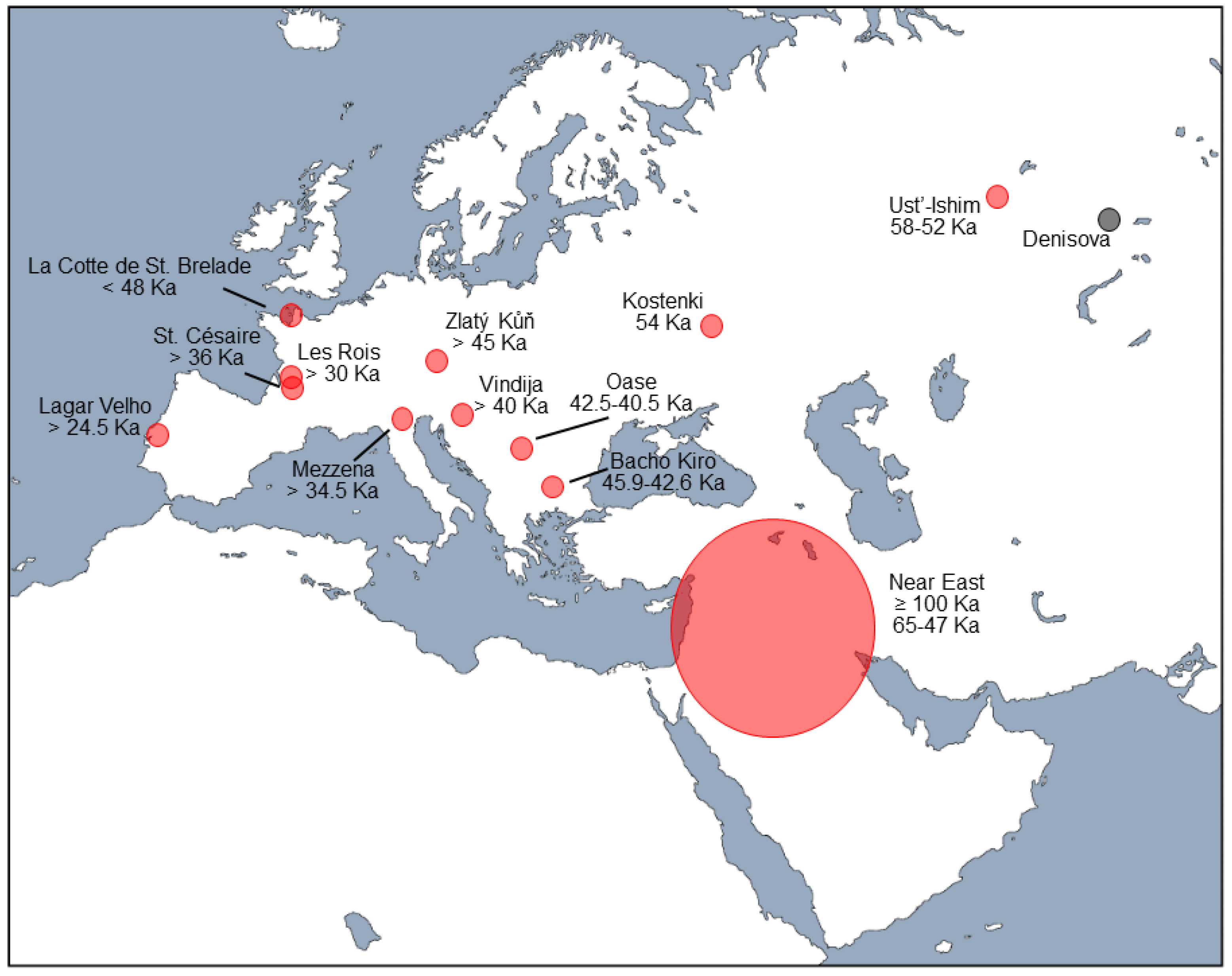
Mapa da Eurásia Ocidental mostrando áreas e datas estimadas de possível hibridização entre neandertais e humanos anatomicamente modernos (em vermelho), com base em amostras de fósseis de locais indicados.

Há evidências de cruzamentos entre humanos arcaicos e modernos durante o Paleolítico Médio e início do Paleolítico Superior, tendo acontecido por meio de vários eventos independentes que incluíram neandertais e denisovanos, bem como vários hominídeos não identificados.
Na Eurásia, o cruzamento dos humanos modernos com neandertais e denisovanos ocorreu várias vezes. Estima-se que os eventos de introgressão nos humanos modernos tenham acontecido entre 47 e 65 mil anos atrás com os neandertais e entre 44 e 54 mil anos atrás com os denisovanos.
O DNA neandertal foi encontrado nos genomas da maioria ou possivelmente de todas as populações contemporâneas, variando visivelmente por região. É responsável por 1 a 4% dos genomas modernos de pessoas fora da África e 0,3% dos genomas de africanos. A genética neandertal é mais alta nos asiáticos orientais, intermediária nos europeus e mais baixa nos asiáticos do sudeste. De acordo com algumas pesquisas, também é menor nos melanésios em comparação com os asiáticos e os europeus. No entanto, outras pesquisas encontram maior mistura de neandertais em melanésios, bem como em ameríndios, do que em europeus, embora não mais elevada do que em asiáticos orientais.
A ancestralidade denisovana está ausente nas populações modernas da África e da Eurásia Ocidental (Europa e Oriente Médio), sendo encontrada em populações da Ásia Oriental, Sudeste Asiático, Sul da Ásia e Oceania. Estima-se que entre entre 0,5 e 1% do genoma dos povos da Ásia Oriental e Sudeste Asiático e dos ameríndios é derivado dos denisovanos, enquanto que essa taxa nos aborígenes australianos e melanésios é de 5 a 6%, alcançando o auge em populações negritas das Filipinas.
Na África, foram encontrados alelos arcaicos consistentes com vários eventos de mistura independentes no subcontinente. Atualmente, não se sabe quem eram esses hominídeos africanos arcaicos.
Em 2019, cientistas descobriram evidências, baseadas em estudos genéticos utilizando inteligência artificial, que sugerem a existência de uma espécie humana ancestral desconhecida, que não os neandertais ou denisovanos, no genoma dos humanos modernos.